# Овідіо Гусман Лопес
Овідіо Гусман Лопес (ісп. Ovidio Guzmán López ; рід. 29 березня 1990), широко відомий як "Ель-Ратон " або "Ель-Нуево-Ратон " («Миша» або «Нова миша») — мексиканський наркобарон і високопоставлений член картеля Сіналоа. Син наркобарона Хоакіна «Ель Чапо» Гусмана, який колись вважався найбільш розшукуваним наркобароном Мексики і злочинцем у світі. Гусмана Лопеса підозрювали в тому, що він є лідером фракції картеля Сіналоа, яку часто називають Los Chapitos, Los Menores та/або Los Juniors. Був схоплений 5 січня 2023.

## Кар'єра
Гусман Лопес народився 29 березня 1990 року і є сином Хоакіна «Ель Чапо» Гусмана від його другої дружини.
Був залучений до бізнесу свого батька з торгівлі наркотиками з тих пір, як був підлітком, і взяв на себе помітну роль у картелі Сіналоа після арешту свого батька. Вважається, що він очолює картель разом зі своїми братами Іваном Арківалдо Гусманом та Хесусом Альфредо Гусманом, а також Ісмаелем Самбадою. З 8 травня 2012 знаходиться під санкціями США.
У липні 2017 року прокурор США в окрузі Колумбія зібрав велике журі, яке офіційно висунуло Овідіо Гусману Лопесу і його братові Хоакіну Гусману Лопесу звинувачення в участі в змові з метою незаконного обігу кокаїну, метамфетаміну і марихуани з 2008 року. Запечатаний обвинувальний висновок було подано 2 квітня 2018 року. 12 Грудня 2018 року обвинувальний акт було розкрито З ОБМЕЖЕНОЮ метою розкриття інформації в рамках процедури екстрадиції згідно із Законом Дженкса. Суддя Рудольф Контрерас наказав повністю розкрити обвинувальний акт 13 лютого 2019 року.

### Захоплення та звільнення 2019 року
17 жовтня 2019 року члени Національної гвардії ненадовго заарештували Овідіо Гусмана Лопеса в Кульякані, Сіналоа, що призвело до кількох перестрілок у місті. Тяжко озброєні бойовики картелю (чисельністю понад 700 осіб) загрожували масовою загибеллю мирних жителів, включаючи напад на житловий комплекс, в якому проживали родичі місцевих військовослужбовців. Через кілька годин Овідіо Гусмана було звільнено, а президент Андрес Мануель Лопес Обрадор заявив, що підтримує це рішення, щоб «запобігти подальшому кровопролиттю». Проте наступного місяця одного з офіцерів, які заарештували Овідіо, на ім'я Едуардо Н., було вбито.
8 травня 2020 року Сантьяго Нієто, Керівник мексиканського управління фінансової розвідки (Unidad de Inteligencia Financiera), підтвердив, що уряд Мексики заморозив активи Овідіо Гусмана, заявивши: «ми заморозили рахунки Овідіо та 330 осіб, пов'язаних з картелем, і подали скаргу до прокуратури. Ми також виявили порушення».

### Захоплення 2023 року
5 січня 2023 року влада заарештувала Гусмана Лопеса в районі Хесус Марія міста Кульякан. Повідомлення про його арешт були пізніше підтверджені міністром оборони Луїсом Кресенсіо Сандовалем, який заявив, що персонал армії, національної гвардії, секретаріату національної оборони та секретаріату військово-морського флоту захопив його і також зумів успішно переправити його до Мехіко. Пізніше того ж дня його доставили на гелікоптері до федеральної в'язниці суворого режиму Альтіплано в Альмолоя-де-Хуарес.
Після арешту консульство США в Ермосільо повідомило, що воно отримало повідомлення про стрілянину та пожежі в містах Куліакан, Лос-Мочіс і Гуасаве в Сіналоа. Губернатор Рубен Роша Мойя закликав населення залишатись на місцях. Консульство США підтвердило найвищий рівень рекомендацій Державного департаменту США щодо поїздок, що застерігає від поїздок до Сіналоа.
Хвилювання після затримання Гусмана Лопеса призвели до закриття міжнародного аеропорту Куліакана після обстрілу пасажирського літака. Aeroméxico відхилила літаки від інших регіональних аеропортів Сіналоа, і після того, як дві вантажівки були атаковані на шосе 15 біля Сьюдад-Обрегон в сусідній Сонорі, рейси Aeroméxico з аеропорту цього міста також були скасовані. Повідомлялося про мародерство в деяких частинах Куліакана, багато підприємств та банків оголосили про тимчасове закриття по всьому штату.
Перші повідомлення про жертв вказували на 18 поранених і двох убитих поліцейських. В Ескуїнапі, Сіналоа, полковник піхоти і четверо його супроводжуючих потрапили в засідку і були вбиті членами картелю.